# Картины Адольфа Гитлера

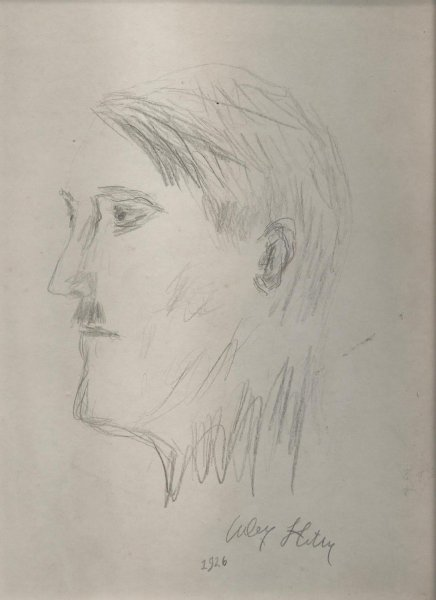
Автопортрет Адольфа Гитлера. 1926

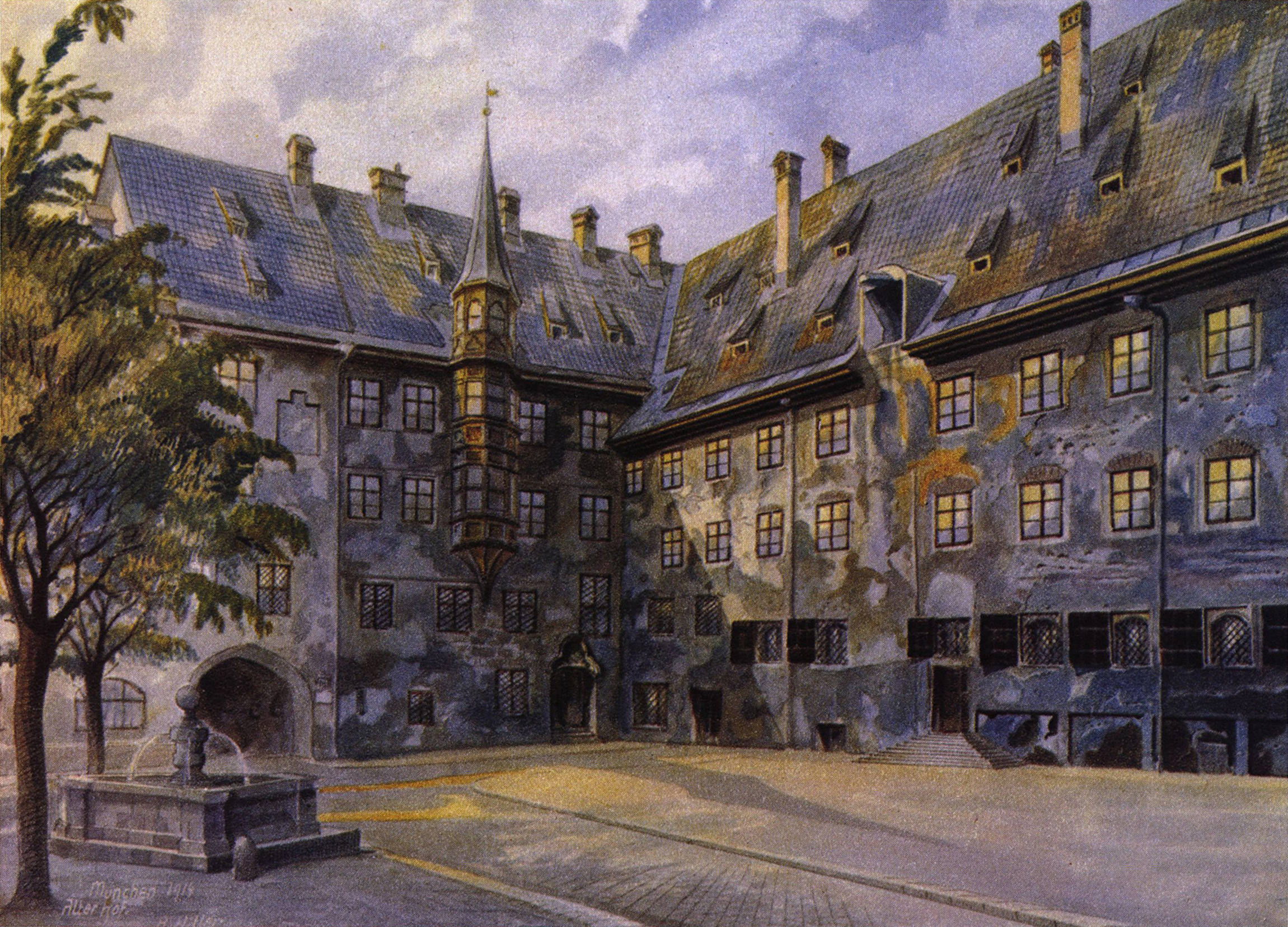
Акварель Гитлера «Внутренний двор старой резиденции в Мюнхене». 1914

Адольф Гитлер до начала своей политической деятельности был художником. В период с 1909 по 1914 год в Вене и Мюнхене он зарабатывал себе на жизнь рисованием открыток и акварелей, но большим успехом не пользовался. После Второй мировой войны некоторые его работы, появившись на аукционах, были проданы за десятки тысяч долларов. Другие же оказались в руках американских военных и до сих пор находятся в спецхранилищах правительства США. В каталоге картин, акварелей, рисунков и архитектурных эскизов Гитлера, изданном коллекционером Билли Ф. Прайсом в 1983 году, приведены и описаны 723 произведения, которые считаются подлинниками.

## История

### Творческие амбиции Гитлера
В своём отчасти автобиографическом памфлете «Моя борьба» Адольф Гитлер писал, что в молодости хотел стать художником, но его мечте не суждено было сбыться, так как он провалил вступительные экзамены в Венскую академию изобразительных искусств. Ему дважды отказали в приёме: в 1907 и в 1908 годах. На просьбу объяснить ему причину ректор академии ответил, что судя по представленным им рисункам, художника из него не выйдет, однако по ним видно, что у него есть способности в сфере архитектуры. Для поступления на архитектурное отделение Гитлеру нужно было как минимум получить аттестат зрелости, а возвращаться в реальное училище он не хотел.
Провал на вступительных экзаменах был для него огромным шоком. Многие историки полагают, что он смирился со своей неудачей и отказался от художественной карьеры. Однако, как считает австрийский искусствовед Биргит Шварц, автор книги «Безумство гения: Гитлер и искусство», на самом деле он всегда придерживался своего имиджа художника и одержимого искусством. Отказ со стороны академии, возможно, послужил для него толчком к тому, чтобы считать себя гением.
В беседе, состоявшейся в августе 1939 года перед самым началом Второй мировой войны, Гитлер якобы сказал послу Великобритании Невилу Хендерсону: «Я художник, а не политик. Когда польский вопрос будет решён, я хотел бы закончить свою жизнь как художник».

### Венский период
С 1909 по 1914 год Гитлер зарабатывал на жизнь рисованием открыток и акварелей. Свой первый автопортрет он нарисовал в 1910 году. Эта акварель, как и двенадцать других работ Гитлера, была обнаружена в 1945 году сержант-майором Уилли Дж. Маккенной, когда он служил в Манчестерском полку в немецком городе Эссене. Позже они перешли в руки коллекционера и несколько десятилетий хранились вне поля зрения.
По иронии судьбы деловым партнёром Гитлера стал еврейский мастер-стекольщик и торговец произведениями искусства Самуэль Моргенштерн. В 1937 году на запрос главного архива НСДАП в Мюнхене он ответил, что Гитлер появился в его венском магазине в 1911 или 1912 году и предложил ему включить в ассортимент свои картины. Моргенштерн, который в то время торговал изделиями из стекла, а также рамами для картин, принял это предложение. В результате Гитлер регулярно снабжал магазин Моргенштерна своими работами вплоть до переезда в Мюнхен в мае 1913 года. Позже Моргенштерн сказал, что покупал картины, чтобы заполнить выставленные на продажу пустые рамы, тем самым привлекая внимание клиентов. Большинство покупателей картин Гитлера были евреями. Например, несколько картин купил венский юрист доктор Йозеф Фейнгольд. После аншлюса эти картины были конфискованы гестапо, Фейнгольд и его жена — убиты в Освенциме. Самуэль Моргенштерн погиб в 1943 году в Лодзинском гетто.

### Первая мировая война
Когда Адольф Гитлер в 1914 году пошёл добровольцем на фронт Первой мировой войны, он взял с собой краски и иногда занимался рисованием в часы досуга. Темой его военных рисунков и акварелей были руины, крестьянский дом, перевязочный пункт, блиндаж и так далее. Это едва ли не последние его художественные работы, прежде чем он занялся политикой.
В 1935 году личный фотограф Гитлера Генрих Гофман опубликовал папку с семью репродукциями военных акварелей, две из которых точно, а, возможно, даже пять были «обработаны и раскрашены хорошим художником», как заметил еще в 1989 году исследователь раннего периода жизни Гитлера Антон Иоахимсталер. 30 марта 1939 года Гитлер сам запретил повторную публикацию этих репродукций.

### В период национал-социализма
В середине 1930-х годов главный архив НСДАП предпринял попытку зарегистрировать и по возможности скупить все циркулировавшие в то время работы Гитлера. После того как лидер НСДАП был назначен рейхсканцлером, несколько фальсификаторов, в том числе австрийский мошенник и бывший деловой партнер Гитлера Райнхольд Ханиш, наводнили рынок огромным количеством фальшивых картин и рисунков «фюрера».
К 1940 году архивисты НСДАП приобрели около 50 картин — в среднем примерно по 2 тыс. рейхсмарок за каждую. Это было немного больше, чем средняя годовая зарплата без вычета налогов (сегодня она соответствовала бы сумме около 40 тыс. евро). В 2018 году голландский журналист Барт ФМ Дрог проанализировал соответствующие документы в Федеральном архиве в Берлине и обнаружил, что по крайней мере семь из этих пятидесяти акварелей и рисунков также могут быть фальшивками.
Дрог, который работает на амстердамском новостном сайте The Post Online, рассказал: «Никто никогда не узнает, сколько картин на самом деле нарисовал Гитлер. Однако из этих 50 или около того, только 33 пережили Вторую мировую войну. Четыре из них находятся на хранении в армии США, 20 — в запасниках галереи Уффици во Флоренции, шесть — в Главном государственном архиве Баварии в Мюнхене и только три — у частных владельцев». По крайней мере, в отношении шести работ, хранящихся в Мюнхене, невозможно предоставить никаких доказательств их подлинности; поэтому их следует рассматривать как возможные фальшивки.
Якобы настоящие работы Гитлера, которые продолжают появляться на рынке, возможно, практически во всех случаях являются подделками. Сравнение очень разных подписей, а также разные техники и разница по качеству, уже на первый взгляд демонстрируют, что они не могут быть оригиналами.

### Продажи на аукционах
Некоторые картины Гитлера в конце Второй мировой войны оказались в руках солдат армии США. Они были доставлены в Америку вместе с рядом других военных трофеев и по-прежнему находятся в спецхранилищах правительства США, которое отказывается выставить их для публичного обозрения. Другие картины сохранились у частных лиц. 
В ноябре 1992 года 20 акварелей Гитлера были выставлены на аукцион во Флоренции. Эти акварели продавала вдова коллекционера Родольфо Сивиеро, который вскоре после войны купил их у жены Мартина Бормана. Мэр Флоренции Джорждо Моралес решил не допустить разрознения коллекции и выступил «против того, чтобы акварели купила какая-нибудь неонацистская группа или, не дай Бог, американский миллионер». В результате все они попали в запасники галереи Уффици.
В 2006 году пять из девятнадцати работ, приписываемых Гитлеру, на аукционе Jefferys (Уэльс) были приобретены оставшимся неизвестным русским коллекционером.
В 2009 году британский аукционный дом Маллок в Шропшире продал пятнадцать картин Гитлера на общую сумму в 120 тыс. долларов, тогда как на аукционе Ладлоу в Шропшире было продано тринадцать его картин на общую сумму более 100 тыс. евро. В 2012 году одна картина Гитлера была продана на аукционе в Словакии за 32 тыс. евро. 22 июня 2015 года на аукционе в Нюрнберге 14 картин, якобы написанных Адольфом Гитлером между 1904 и 1922 годом, были проданы почти за 400 тыс. евро.
При этом специалисты называют объективные трудности, препятствующие продаже работ Гитлера на аукционах: во-первых, во многих странах подобные продажи могут быть приравнены к пропаганде нацизма, ввиду чего подпадают под законодательные запреты, во-вторых, владельцами многих аукционных домов являются евреи, которые отказываются принимать на торги произведения фюрера по принципиальным соображениям.
Еще одна проблема заключается в том, что в большинстве случаев предлагаемые на рынке работы скорее всего являются подделками. Это относится примерно к 98 % всех произведений, подписанных именем «Гитлер». В ряде изданий можно прочитать, что, по некоторым оценкам, в период с 1909 по 1918 год Гитлер создал от 2000 до 3000 работ. Однако в таком случае ему пришлось бы писать хотя бы по одной картине в день в течение 56 месяцев с момента начала своей работы в качестве «живописца» (как он сам называл свою профессию) в конце 1909 года и до вступления в Баварскую армию в августе 1914 года. Во время Первой мировой войны, хотя Гитлер и редко бывал на передовой, у него были другие дела, и уж точно не было такого количества бумаги и акварельных красок.
В январе 2019 года прокуратура Берлина конфисковала три предполагаемых акварели Гитлера во время аукциона фирмы Клос. В феврале следователи предотвратили продажу в аукционном доме Вайдлер в Нюрнберге более двух дюжин фальшивых картин Гитлера. В мае того же года ещё одна фальшивая картина Гитлера была конфискована в мюнхенском аукционном доме Херман Хисторика.

## Оценки критиков
По данным еженедельника Life, публиковавшего материалы о Гитлере и его картинах в 1936 и 1939 году, тот создал сотни работ: «Это грубая мазня, которую создает любой любитель, впервые приложив кисть к холсту. Эти картины показывают увлечённость Гитлера архитектурой и пустыми, заброшенными местами. Гитлер редко изображал людей, возможно, так как он думал, что их не стоит рисовать, возможно, потому что считал их слишком трудными для исполнения. По мере практики росло его мастерство, и более поздние работы Гитлера (...) демонстрируют изрядную долю ловкости».
Американский историк культуры Фредерик Споттс, автор книги «Гитлер и власть эстетики», писал: «У него был некоторый талант — по крайней мере, в рисовании зданий, но технику, которой он научился, он освоил самостоятельно. Как и большинство любителей, он начинал с простых пейзажей. Не обладая ни врожденной оригинальностью, ни профессиональной подготовкой, он подражал акварелям и гравюрам южногерманской школы, а также сценам на открытках — в то время были популярны повседневные городские виды. Более того, ему приходилось рисовать такие вещи, которые неизвестный и бездарный любитель мог бы продать, а это были недорогие репродукции знакомых мест».
В статье для каталога выставки двадцати акварелей Гитлера, организованной в 1984 году во Флоренции в память о Родольфо Сивиеро, Серджио Сальви, директор Centro Mostre di Firenze, заметил, что было бы преувеличением охарактеризовать Гитлера как «мрачного воскресного художника», и вместо этого описал его как «мелкого профессионала», «автора безобидных и тривиальных городских пейзажей»: «Можно было бы рискнуть дойти до окончательного парадокса и описать Гитлера как предшественника модной сегодня живописи, странным образом обладающей определенной значимостью и называемой „анахронизмом“, „гиперманьеризмом“ и в конечном итоге „цитатничеством“».

## Картины

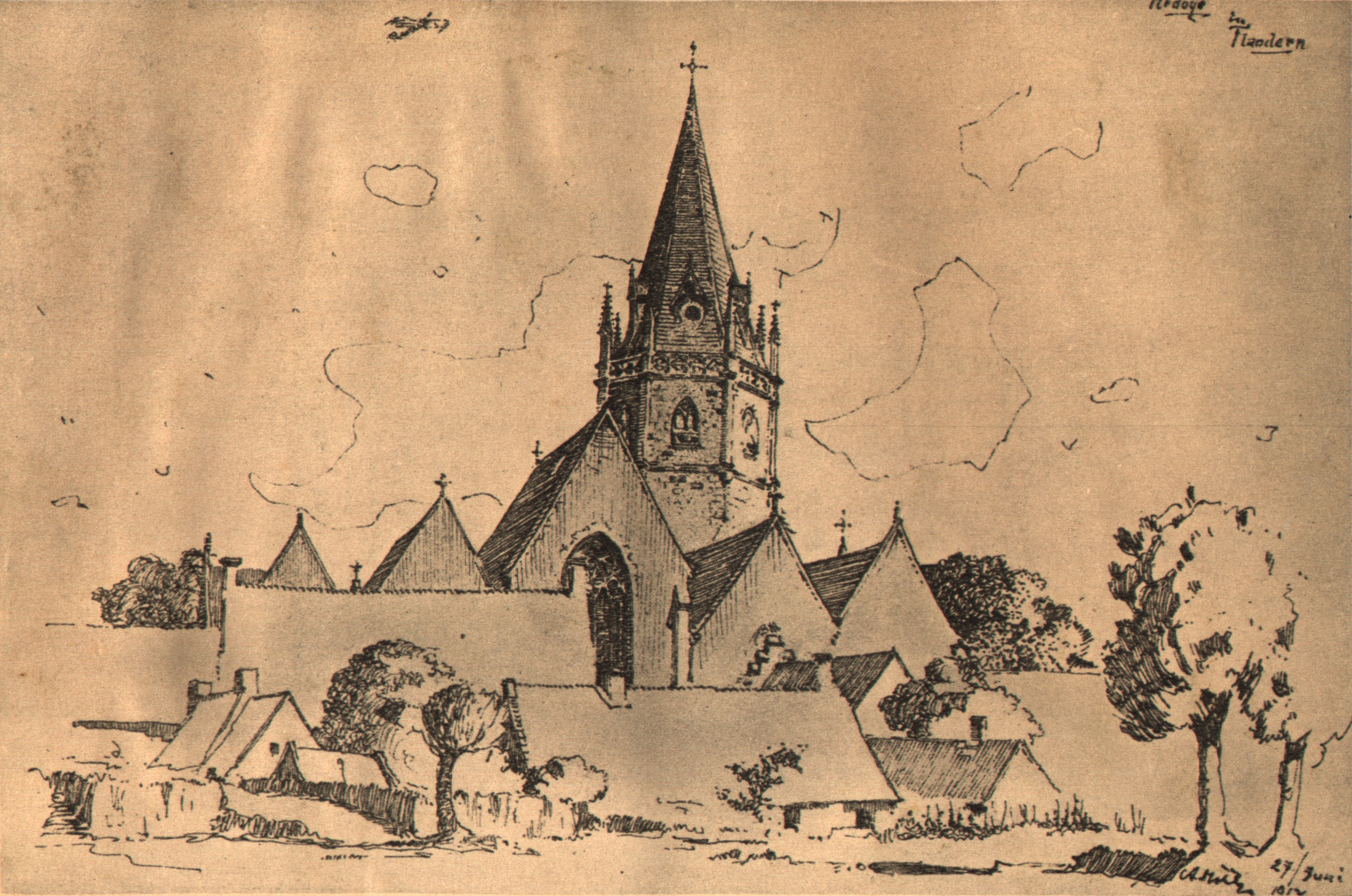
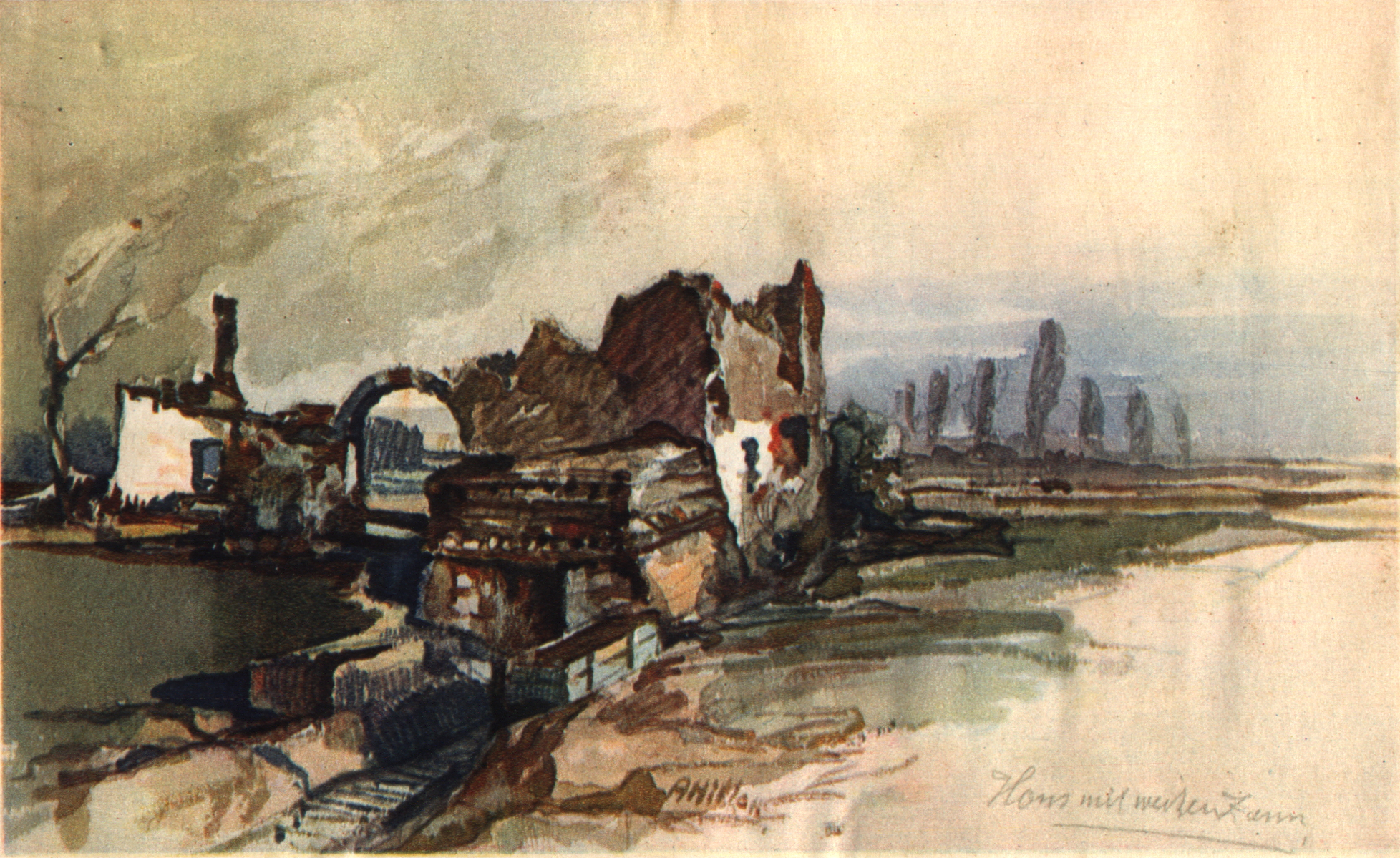
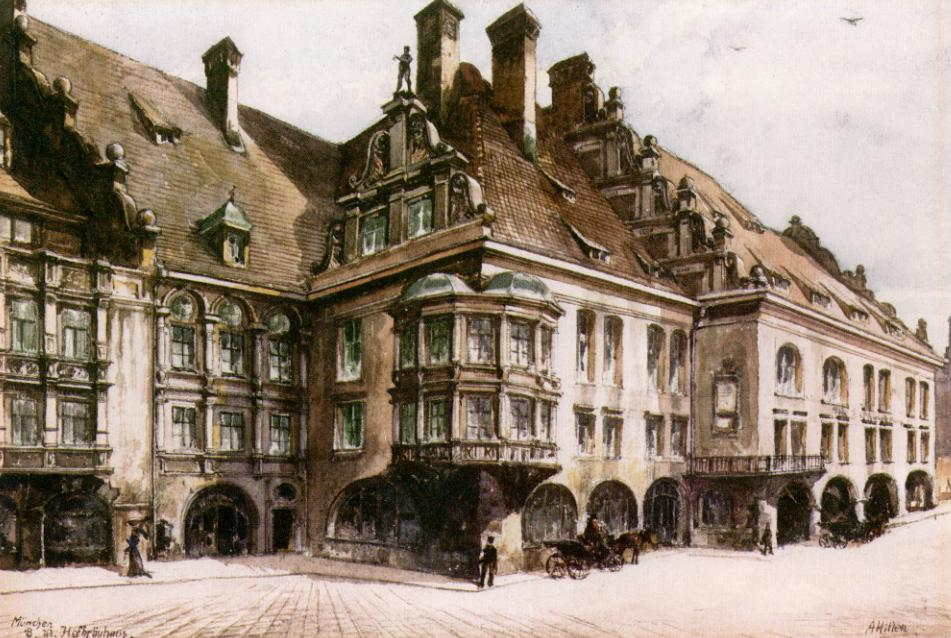
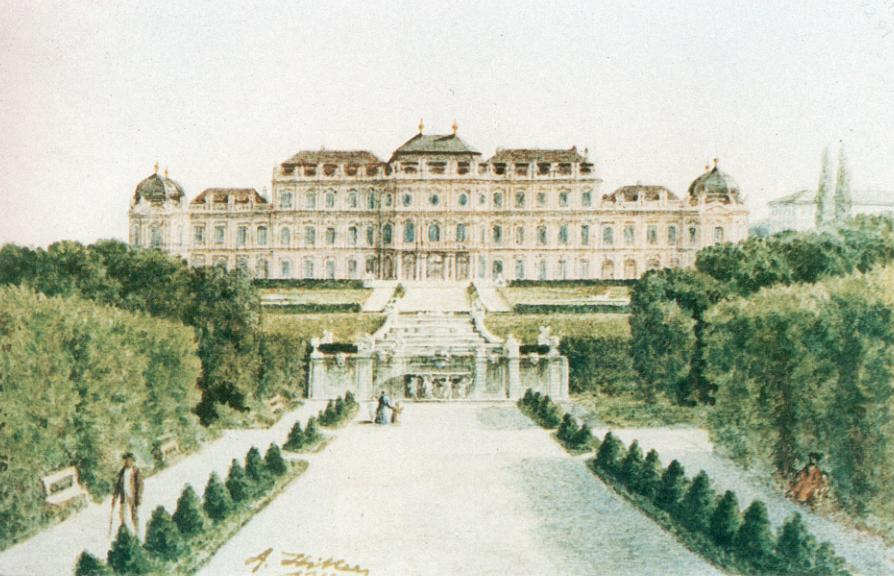
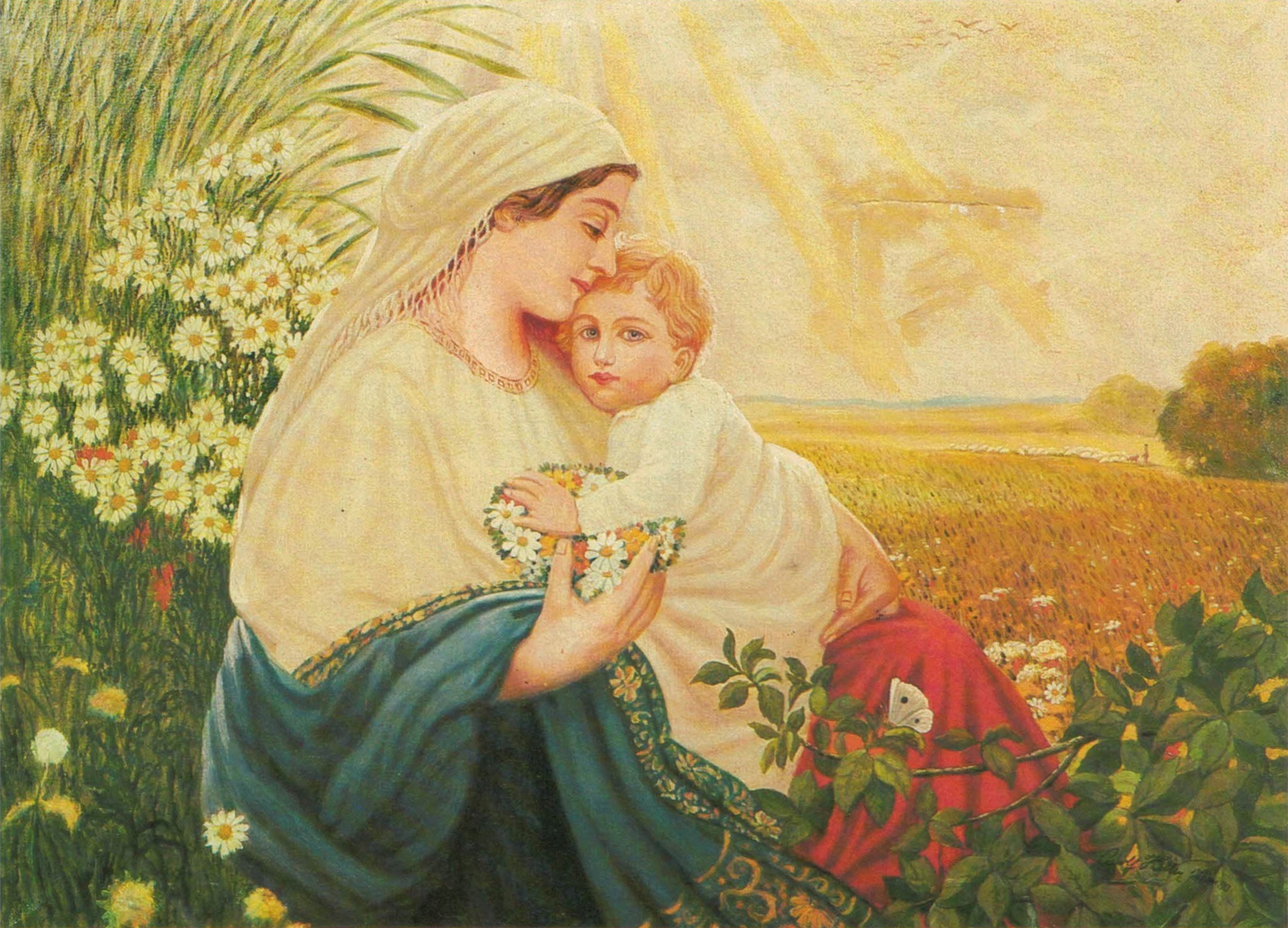
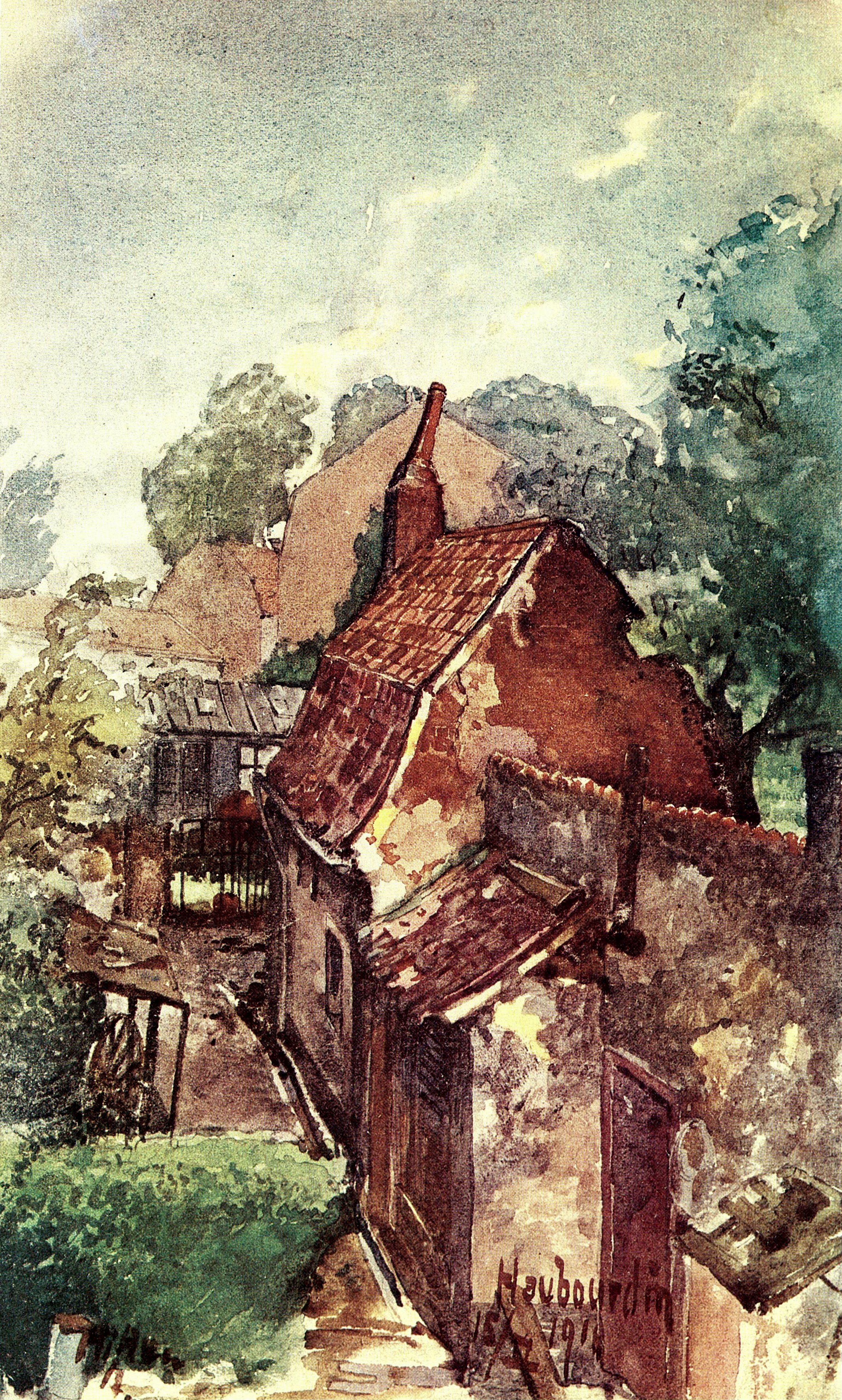
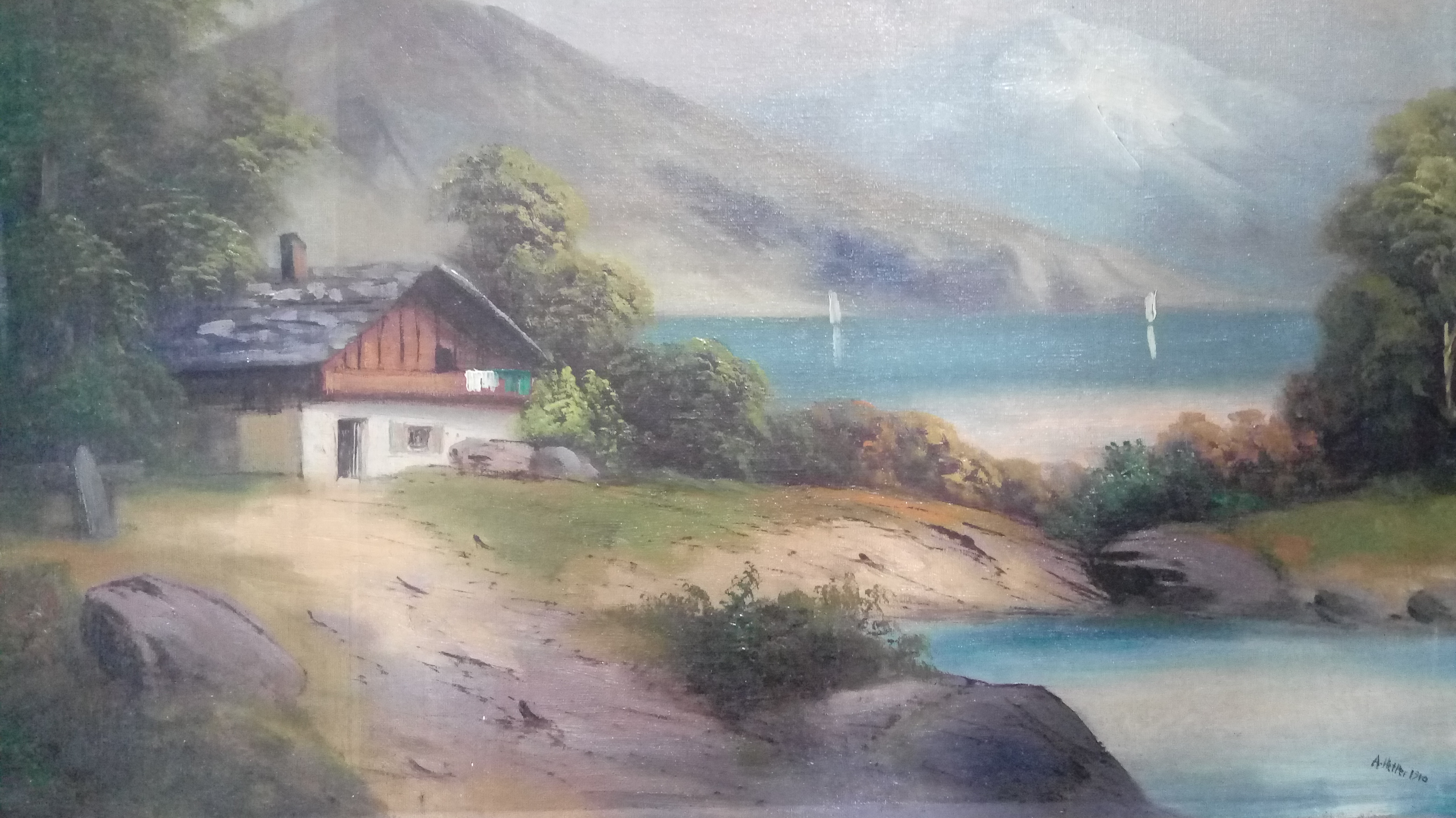
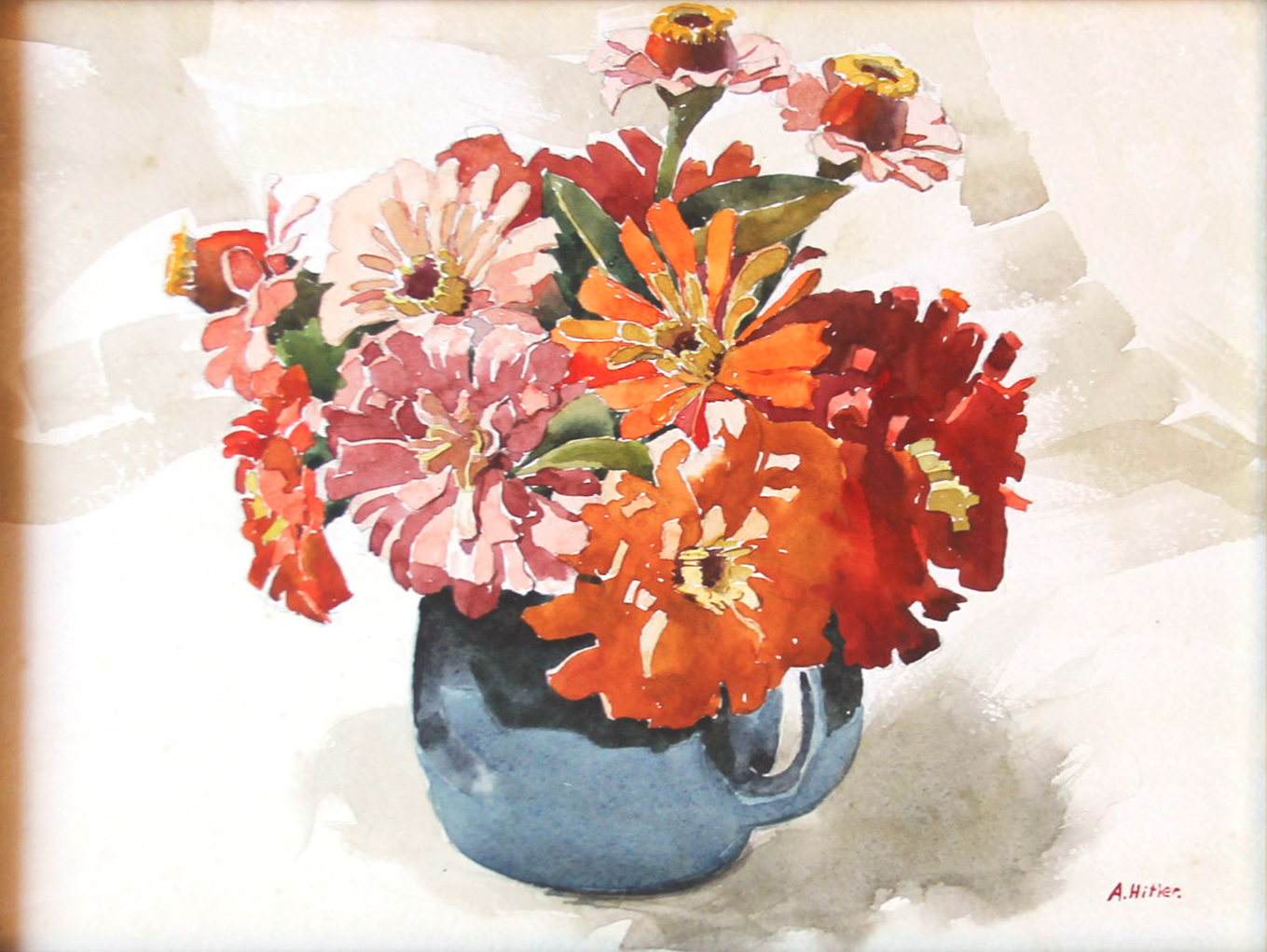
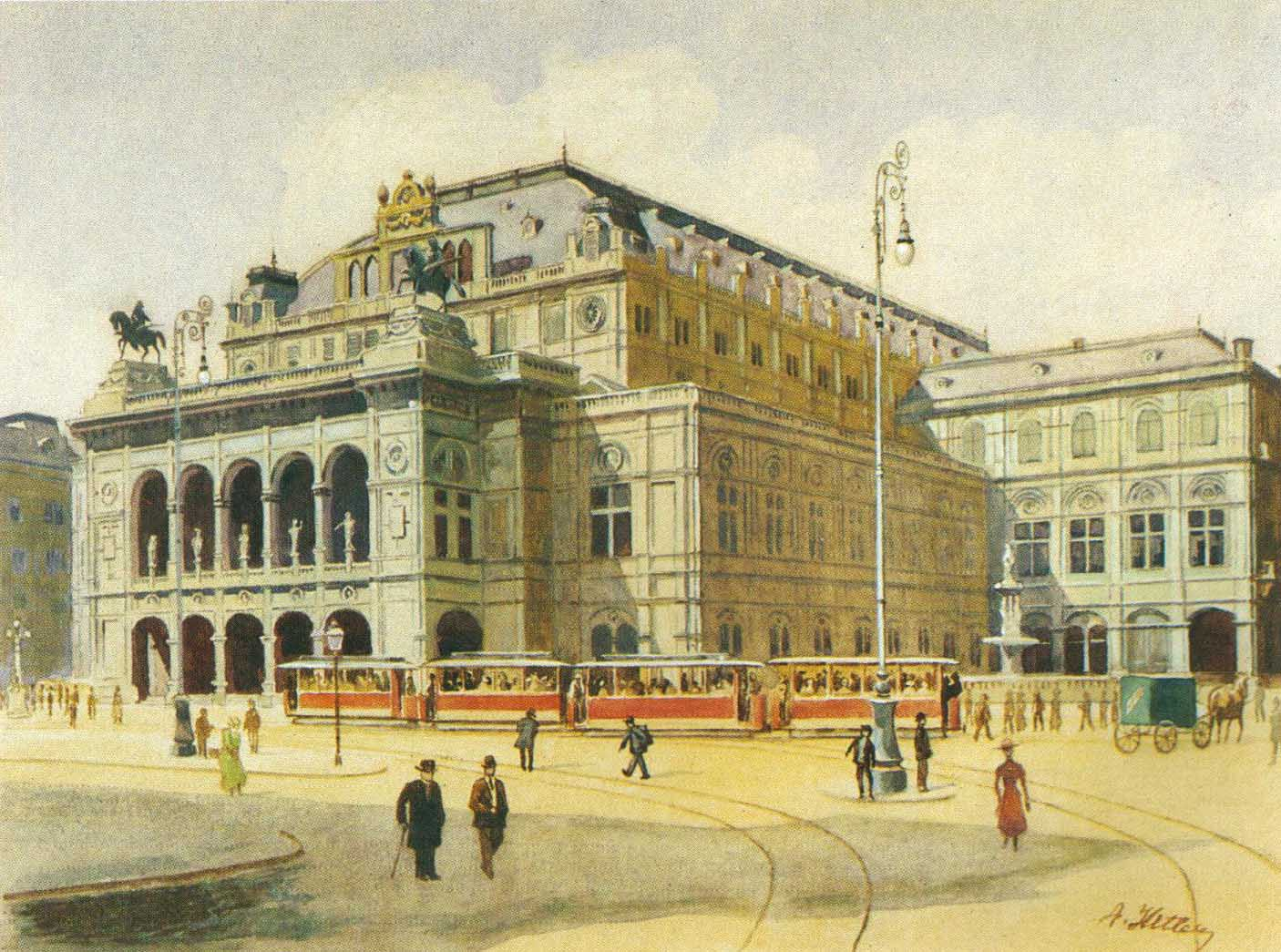
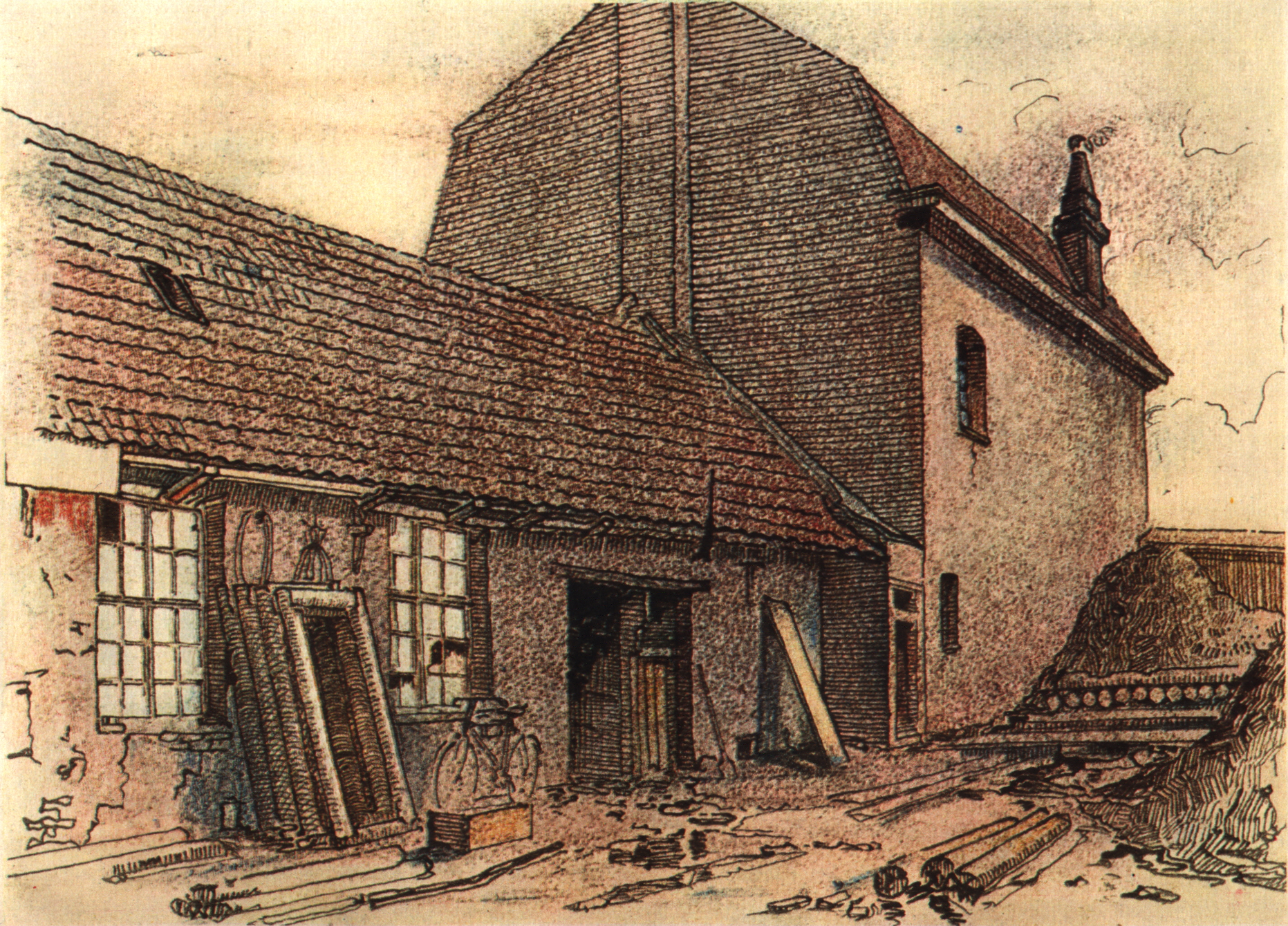
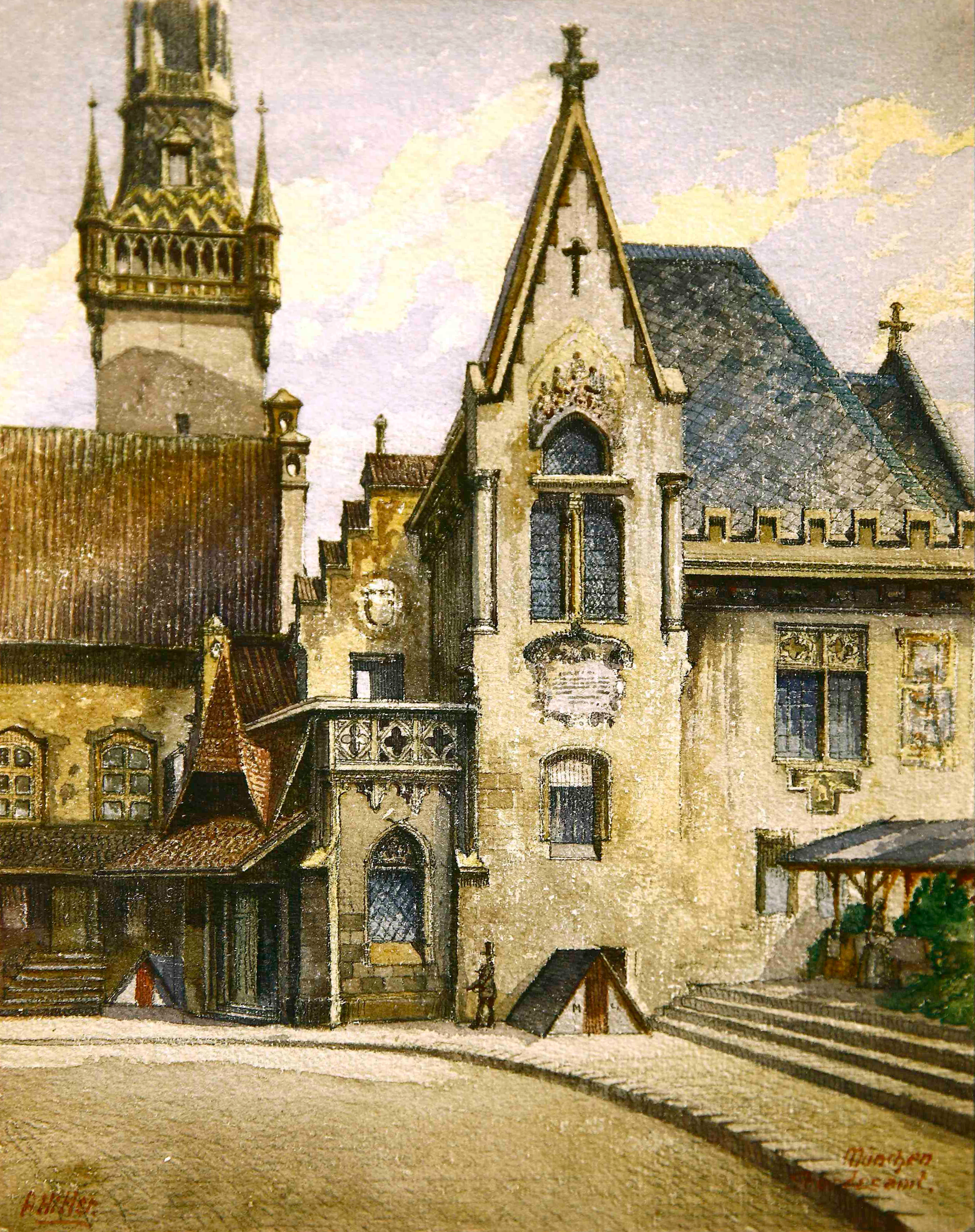
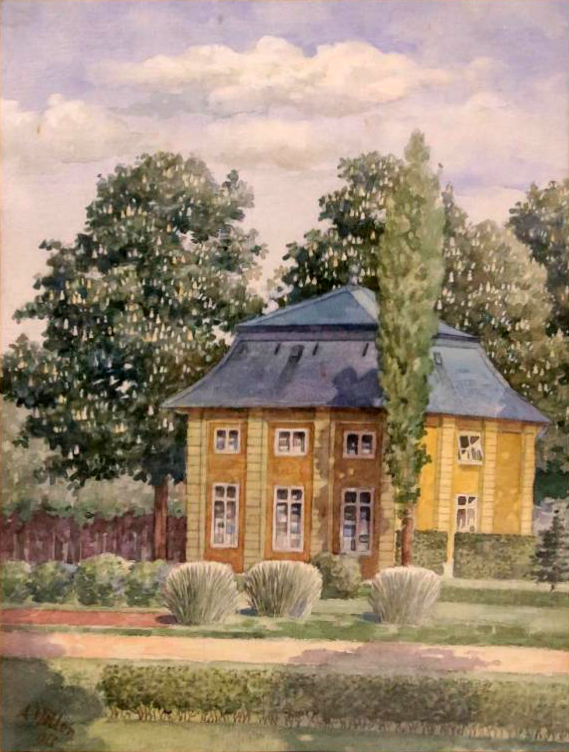
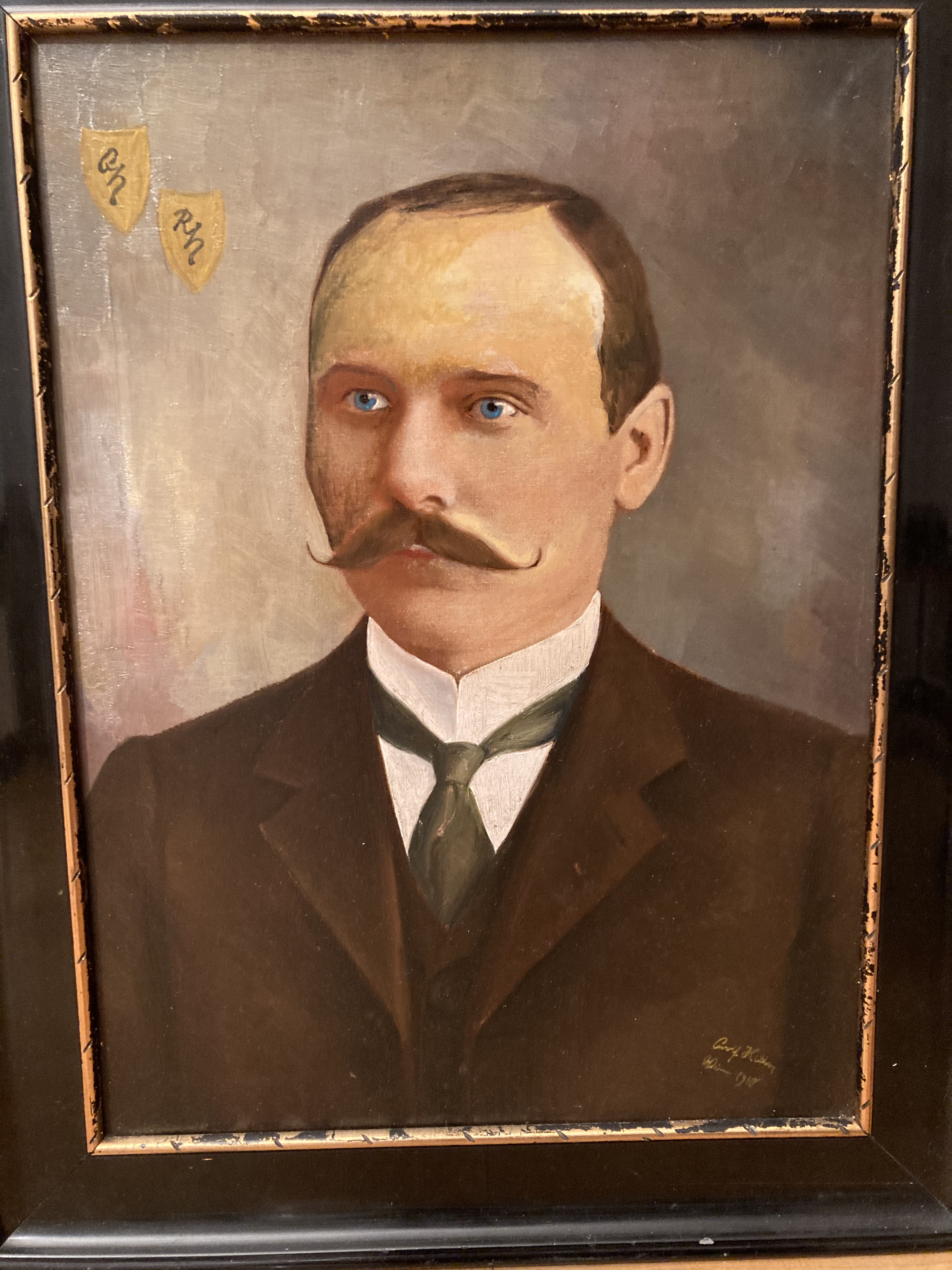